# يان ديف سينغ
يان ديف سينغ (1 مارس 1989 في الهند - ) هو لاعب كريكت هندي. لعب مع Jammu and Kashmir cricket team ‏ وNorth Zone cricket team ‏.

## وصلات خارجية
- يان ديف سينغ على موقع إي آس بي آن كريك إنفو (الإنجليزية)